# Ньютон (округ, Арканзас)
Шаблон:StateAbbr_ 35°56′08″ пн. ш. 93°13′19″ зх. д. / 35.935555555556° пн. ш. 93.221944444444° зх. д.
Округ Ньютон (англ. Newton County) — округ (графство) у штаті Арканзас. Ідентифікатор округу 05101.

## Історія
Округ утворений 1842 року.

## Демографія
За даними перепису 
2000 року 
загальне населення округу становило 8608 осіб, усе сільське.
Серед мешканців округу чоловіків було 4352, а жінок — 4256. В окрузі було 3500 домогосподарств, 2495 родин, які мешкали в 4316 будинках.
Середній розмір родини становив 2,94.
Віковий розподіл населення поданий у таблиці:
| Стать    | До 15 років | 15-21 | 22-29 | 30-39 | 40-49 | 50-65 | 65-85 | Понад 85 |
| -------- | ----------- | ----- | ----- | ----- | ----- | ----- | ----- | -------- |
| Чоловіки | 886         | 456   | 359   | 530   | 675   | 865   | 528   | 53       |
| Жінки    | 793         | 389   | 341   | 543   | 628   | 867   | 604   | 91       |

## Суміжні округи
- Бун — північ
- Серсі — схід
- Поуп — південний схід
- Джонсон — південь
- Медісон — захід
- Керролл — північний захід

## Виноски
1. ↑  U.S. Decennial Census. United States Census Bureau. Процитовано 27 серпня 2015.
2. ↑  Historical Census Browser. University of Virginia Library. Архів оригіналу за 11 серпня 2012. Процитовано 27 серпня 2015.
3. ↑  Forstall, Richard L., ред. (27 березня 1995). Population of Counties by Decennial Census: 1900 to 1990. United States Census Bureau. Процитовано 27 серпня 2015.
4. ↑  Census 2000 PHC-T-4. Ranking Tables for Counties: 1990 and 2000 (PDF). United States Census Bureau. 2 квітня 2001. Процитовано 27 серпня 2015.
5. ↑  State & County QuickFacts. United States Census Bureau. Архів оригіналу за 7 червня 2011. Процитовано 23 травня 2014.(англ.) Наведено за англійською вікіпедією.
6. ↑  American FactFinder. Бюро перепису населення США. Архів оригіналу за 26 лютого 2012. Процитовано 31 січня 2008.

| США | Це незавершена стаття з географії США. Ви можете допомогти проєкту, виправивши або дописавши її. |